# Hernando de Escalante Fontaneda
Hernando de Escalante Fontaneda (1536 - après 1575, dates incertaines) est un survivant d'un naufrage espagnol qui vécut parmi les Amérindiens de Floride pendant 17 ans. Ses mémoires écrits en 1575, Memoria de las cosas y costa y indios de la Florida, sont l'un des comptes rendus les plus valables sur la vie des Amérindiens durant cette période.

## Biographie
Vers 1549, Hernando de Escalante Fontaneda, alors âgé de treize ans, naviguait vers l'Espagne avec son frère quand leur bateau échoua sur les côtes de Floride, peut-être à cause d'un ouragan. L'équipage et les passagers furent sauvés par les Calusas, qui les asservirent et par la suite sacrifièrent la plupart d'entre eux, à l'exception de Hernando ; celui-ci aurait échappé à la mort en interprétant correctement leurs ordres de chanter et danser pour eux. Il passa les dix-sept années suivantes parmi les Calusas et d'autres tribus, apprenant plusieurs langues et voyageant dans toute la Floride. Vers 1566, Fontaneda fut sauvé de sa captivité par Pedro Menéndez de Avilés, le premier gouverneur de la Floride espagnole et fondateur du comptoir de Saint Augustine. Une version alternative est que Fontaneda fut sauvé par les Huguenots de Fort Caroline en 1565, et qu'il rejoignit les Espagnols quand ceux-ci capturèrent le fort. Durant les années suivantes, il servit d'interprète et de guide à Menéndez pour plusieurs missions, puis en 1569, il partit en Espagne pour réclamer l'héritage de ses parents à la couronne.
En 1575, il écrivit ses mémoires, qui furent utiles aux historiens d'alors comme Antonio de Herrera y Tordesillas, et le demeurent encore aujourd'hui. Fontaneda fournit la plus ancienne mention écrite de la ville de Tampa. Il nomme 22 villages importants des Calusas, le premier étant « Tanpa ». Il ne fournit aucun détail sur l'emplacement exact de Tanpa, mais il n'y a pas d'autre source sur l'origine du nom de la ville de Tampa. Ses mémoires se révélèrent également essentiels dans le développement de la légende de la Fontaine de jouvence, en mentionnant la recherche des eaux régénérantes de Floride par Juan Ponce de León au début du siècle. Fontaneda ne croyait pas à cette histoire, mais certains historiens plus tardifs furent moins incrédules.